# Carl Theodor Greiner
Carl Theodor Greiner (* 2. August 1821 in Oßweil, Königreich Württemberg; † 30. Juni 1849 in Oos (Baden-Baden)) war ein deutscher Rechtskandidat und Redakteur. Als radikaler Republikaner und Insurgent wurde er in der Badischen Revolution auf dem Schlachtfeld erschossen.

## Leben
Greiners Vater war seit 1810 Amts-/Oberamtspfleger und Bürgermeister in Oßweil. Seit 1812 war er verheiratet mit Christl Friederike Rahel geb. Huber. Von den sechs Kindern starben zwei im Kindbett. Es blieben Emma, Ottilie, Karl Julius und Carl Theodor. 1824 trennten sich die Eltern. Die Mutter zog mit den vier Kindern nach Pfullingen. Die Töchter heirateten nach Reutlingen. Mit einem Stipendium der Dechant-Römer'schen Stiftung kam Theodor im Herbst 1835 an das Evangelische Seminar Maulbronn. 1840 bestand er die Vorprüfung für Jurisprudenz. Damit konnte er sich an der Landesuniversität immatrikulieren. Da seine Matura amtlich veröffentlicht war, brauchte er nur die Studienerlaubnis seines  gesetzlichen Vertreters vorzulegen.

### Tübingen
Seit dem 11. November 1840 Student der Eberhard Karls Universität Tübingen,  renoncierte er am 1. Dezember 1840 beim
Corps Franconia Tübingen. Am 20. August 1841 wurde er ins engere Corps recipiert. Franconia – nach Georg Schmidgall damals von ausgesprochen republikanischer Gesinnung – wählte ihn am 4. Dezember 1841  zum Consenior und am 13. Februar 1842 zum Senior. Am 3. März 1842 wiedergewählt, wurde er auf der Kutschfahrt nach Wurmlingen vom Tübinger Polizei-Inspektor Maier festgenommen – er hatte zwei Korbschläger bei sich. Vor Gericht gestellt, trat Greiner von seiner Charge zurück. Das  Oberamtsgericht Tübingen hielt die Vorbereitung eines Duells für nicht strafbar und überwies die Angelegenheit der Disziplinarkommission der Universität. Wegen „Mißachtung der Gesetze in Betreff des verbotenen Verbindungswesens“ (ohne politische Richtung) entschied sie am 12. März 1842 auf Consilium abeundi für die Dauer eines Jahres. Mit sechs gleichermaßen bestraften Corpsbrüdern musste Greiner die Stadt binnen drei Tagen verlassen.
Von März 1842 bis Januar 1843 hielt er sich in Stuttgart auf. Zwischenzeitlich war er wohl beim Oberjustizprokurator in Ulm. Die Studienakte in Tübingen vermerkt eine Neuimmatrikulation zum Wintersemester 1844/45. Am 13. November 1844 sollte Greiner wiederum für ein Jahr conciliert werden; auf dem Rekurswege wurde am 9. Januar 1845 aber auf vierwöchigen Karzer entschieden. Das spiegelt die zwiespältige Haltung der Universität gegenüber den  Tübinger Studentenverbindungen: Einerseits waren sie verboten, andererseits wurden sie beim Tübinger Brotkrawall (1831) und bei den Hungerunruhen (1847) gebraucht.

### Reutlingen
Im Januar 1848 tauchte Greiner in Herrenberg auf. Der Gemeinderat begrüßte seine Absicht, eine politische Zeitung herauszugeben. Da der Reutlinger Courier für die Republik warb und Greiners Schwestern (vielleicht auch die Mutter) in Reutlingen lebten, trat Greiner am 27. März 1849 eine Redakteurstelle bei der Zeitung an. Ihre republikanische Ausrichtung trieb er auf die Spitze. Zur Zeit der Reichsverfassungskampagne initiierte er die Republikanische Volksversammlung, die an Pfingsten (27./28. Mai) 1849 in Reutlingen zusammentrat. Am Pfingstsonntag war Greiner Mitglied der Legitimationskommission. Die Volksversammlung bestellte eine Wehrkreiskommission, deren Mitglieder „in ihren Kreisen die Wehrhaftmachung des Volkes herbeiführen“ und gegen Truppen des Deutschen Bundes kämpfen sollten. Als „Hauptmann der freiwilligen Arbeiterkompagnie“ rief Greiner „die Bürgerwehrmänner zur Beteiligung an einem bewaffneten Auszug“. Er hielt Bürgerversammlungen ab, übte die Bürgerwehr ein und sammelte Waffen. Als die Badische Revolution ausbrach und Hilferufe aus dem Großherzogtum Baden kamen, zogen sich die Bürgersöhne zurück. Greiner ließ sich nicht entmutigen. Er sprach Handwerker, Gesellen und Tagelöhner an und versuchte durch Kürzung der Arbeitszeit Zeit für die militärische Ausbildung zu gewinnen. Schließlich hatte er 200 Freiwillige beisammen.
Als Wilhelm I. (Württemberg) das Rumpfparlament vertrieb, wurde in Reutlingen ein Plakat ausgehängt:

„Die Regierung hat dem Volk den Krieg erklärt, die Heilbronner Bürgerwehr soll entwaffnet werden, weil sie sich der Nationalversammlung und der Reichsregentschaft zur Verfügung gestellt hat. Bereits stehen einige tausend Mann unserer Truppen in Heilbronn, um die Entwaffnung zu vollziehen. Jeden Augenblick kann der Kampf zwischen Bürgern und Soldaten entbrennen. Jetzt, Volk, erhebe dich, um die Freiheit zu retten. Eilt euren Brüdern zu Hilfe; denn nur so könnt ihr euch selbst vor der brutalen Gewalt schützen!“

Greiner hatte sich am Vortag nach Baden begeben, um vom Kriegsschauplatz berichten zu können. Gleichzeitig half er in Pforzheim beim Aufbau der  Schwäbischen Legion. Er wurde steckbrieflich gesucht, weil er als Offizier der Legion in Württemberg einzufallen beabsichtigte.  Von Reutlingen zogen 50 Mann nach Pforzheim.

### Rastatt
Greiner kehrte zunächst nicht zur Truppe zurück, sondern zog zur Festung Rastatt. Nachdem er dort die Befreiung einiger Arrestanten bewirkt hatte und der Kommandant Wilhelm von Cloßmann verhaftet worden war, wurde er als Gouverneur eingesetzt. Angeblich außerstande, in loyalem Sinne zu wirken, floh er mit einem selbst geschriebenen Passierschein in der Nacht zum 28. Juni 1849 aus der Festung.
Anders als andere Aufstandsführer kehrte er jetzt zur Schwäbischen Legion (wahrscheinlich bei Oos) zurück. Sie bereitete ihm einen begeisterten Empfang und wählte ihn zum Kommandeur.

### Gefecht bei Oos
Zwei Tage nach seiner Flucht, am 30. Juni 1849, zog Greiner mit seiner Truppe in das Gefecht bei Oos. Infanteristen aus dem Herzogtum Nassau machten mehrere Gefangene, die auf Befehl eines preußischen Offiziers niedergeschossen wurden. Greiner ritt hessischen Reitern entgegen, die er für verbündete badische Dragoner hielt. Sie rissen ihn vom Pferd und erschossen ihn hinter der Front mit seiner Flinte. Seine Leiche wurde verscharrt. Kein Kirchenbuch hat seinen Tod verzeichnet.

## Späte Ehrung
Als das Schwurgerichtsverfahren gegen die Führer des Aufstandes eröffnet wurde, musste gegen alle in Abwesenheit verhandelt werden. Die populistischen Redner waren in der Schweiz, in Frankreich oder bereits in den Vereinigten Staaten, um erneut politisch zu wirken. Indem er nicht floh und redete, sondern bei seiner Truppe blieb und kämpfte, wurde Greiner vergessen.
Erwähnt ist er in der Corpsgeschichte der Tübinger Franken (Schneider-Horn, 1969). Zum 175. Stiftungsfest (1976) wurde seiner gedacht.
Die Stadt Reutlingen stiftete den Theodor Greiner Literaturpreis, der 1986 und 1990 verliehen wurde.